# Martha Fuchs

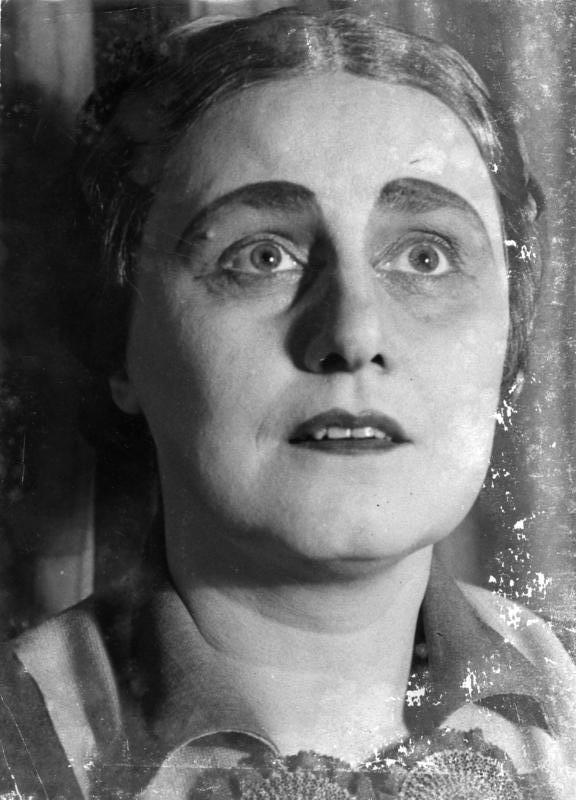

Martha Fuchs (1 de enero de 1898 - Stuttgart ; 22 de septiembre de 1974 - Stuttgart) fue una soprano alemana especializada en papeles de Wagner y Richard Strauss.

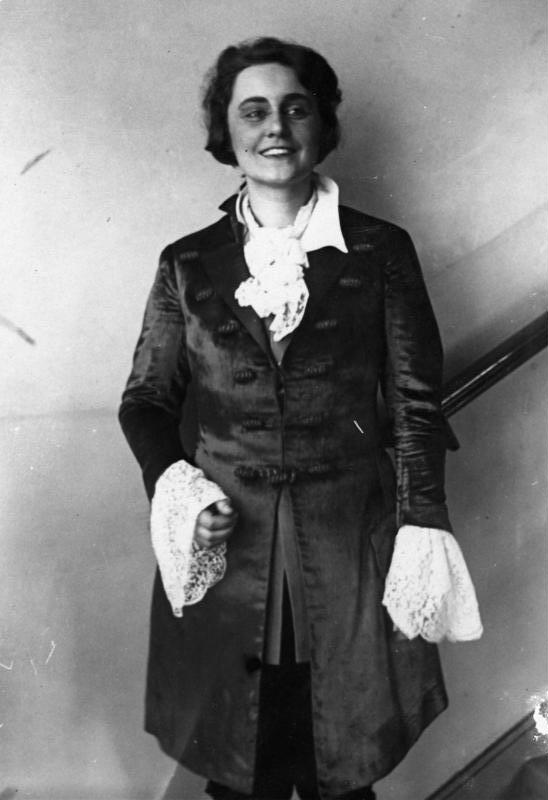
Como Octavian en El caballero de la rosa, Berlín 1937.

Estudió en Suttgart, Múnich y Milán, debutando en Aquisgrán en 1928 como contralto. A partir de 1930 fue parte del elenco estable de la Ópera Estatal de Dresde donde participó en varios estrenos mundiales Der Günstling de Rudolf Wagner-Régeny, Mister Wu de Eugen d'Albert, Der verlorene Sohn de Robert Heger y otras. Debutó en 1929 en el Festival de Salzburgo y en 1932 en la Deutsches Opernhaus Berlín como Octavian en Rosenkavalier alternando actuaciones entre Berlín y Dresde con los veranos dedicados al Festival de Bayreuth: Isolde (1938), Kundry (1933-1937), Brünnhilde (1938-1942).
Cantó en Ámsterdam (1933, 1935-1938), París, Covent Garden (Donna Anna en Don Giovanni y Ariadne auf Naxos), en 1942 en el Maggio Musicale Florencia en Fidelio y en la Wiener Staatsoper entre 1941-44.
Después de la guerra se incorporó al ensemble del teatro de Stuttgart donde cantó entre otros roles Ortrud de Lohengrin y Baba la turca en premier alemana de The Rake's Progress de Stravinsky.
En su repertorio Cornelia en Giulio Cesare de Handel, Alceste, Orpheus, Clytemnestre en Iphigénie en Aulide, Iphigénie en Iphigénie en Tauride de Gluck, Cherubino en Le Nozze di Figaro, Zerlina en Don Giovanni, Adriano en Rienzi, Senta en Der Fliegende Holländer, Elisabeth y Venus en Tannhäuser, Elsa en Lohengrin, Herodias en Salomé de R. Strauss, Arabella, Eboli, Amneris, Dalila y la Küsterin en Jenufa by Janácek.

## Discografía de referencia
- Handel: Rodelinda / Leonhardt, 1938
- Wagner: Götterdämmerung - 1942 Bayreuth / Elmendorff
- Wagner: Die Walküre Acto 2 / Seidl-Winkler, Berlín 1938